# Hoogstraat (Abcoude)

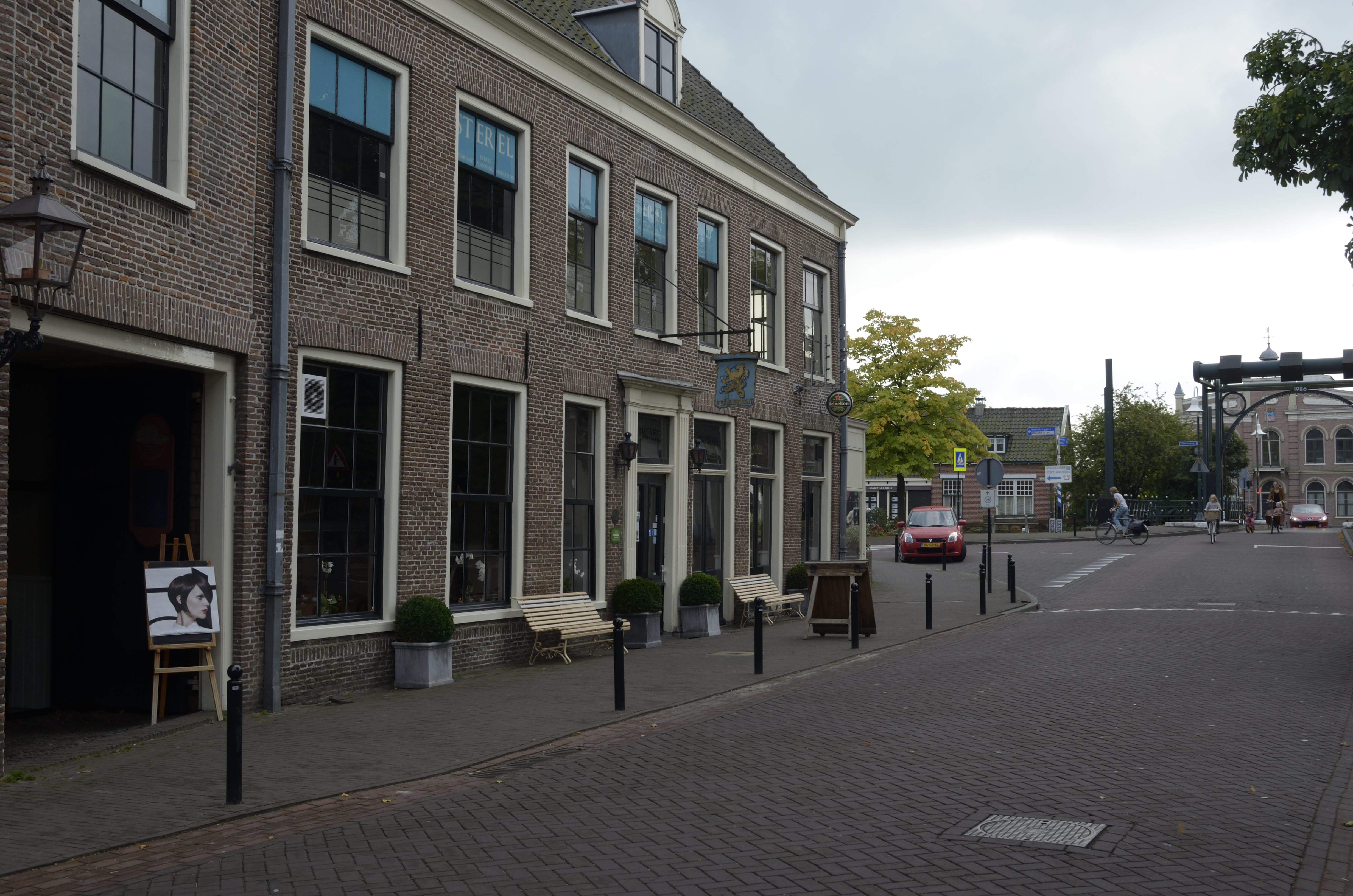
Hoogstraat in 2013 gezien naar Hulksbrug

De Hoogstraat -vroeger ook wel Dorpsstraat of s'Heeremweg genoemd- is de belangrijkste straat van het dorp Abcoude, gemeente De Ronde Venen. De straat is tevens de belangrijkste winkelstraat van het dorp en loopt van de Brug Nauwe Gein naar de Hulksbrug over de Angstel bij het Raadhuisplein. Hier kan men linksaf over de Molenweg naar Baambrugge of rechtdoor de Hulksbrug oversteken waarna de straat op hoogte van het Raadhuisplein en het voormalig gemeentehuis overgaat in de Burgemeester Des Tombeweg. Links en rechts hiervan bevinden zich de Koppeldijk en de Raadhuislaan.
Daarnaast grenst de straat aan de Stationsstraat, die voert naar het oude station Abcoude, en 't Markvelt waar op donderdagmiddag een markt wordt gehouden. Tegenover 't Markvelt, aan de Hoogstraat, ligt buitenplaats Binnenrust, de voormalige ambtswoning van de burgemeester van Abcoude. Naast winkels bevinden zich er ook een aantal horecagelegenheden aan de Hoogstraat.
Buslijn 120 van Syntus Utrecht rijdt door de straat en heeft er een halte.
De naam van de straat verwijst naar de hogere ligging van de straat ten opzichte van het nabij gelegen riviertje de Angstel. 
De lichte glooiing in de straat is naar alle waarschijnlijkheid de oudst bewoonde plek van het dorp.